# Daño (Derecho civil)
El daño en el ámbito jurídico es el detrimento, perjuicio, menoscabo, dolor o molestia causado a otro en su patrimonio o en su persona.
En Derecho Civil, “daño” es el detrimento, el perjuicio o el menoscabo que una persona sufre a consecuencia de la acción u omisión de otra, y que afecta a sus bienes, sus derechos o sus intereses, y la sección que se ocupa de la regulación de los daños y perjuicios son los sistemas de responsabilidad civil. Cierto sector de la doctrina denomina de modo equívoco a esta rama de estudio como Derecho de daños, al efectuar una traducción burda del término en inglés tort law. Sin embargo, el error no se limita al aspecto nominal, pues también alcanza a la perspectiva de análisis empleado (énfasis al daño, en desmedro del resto de elementos que configuran la responsabilidad civil contractual y extracontractual).
El daño puede ser causado por dolo o culpa, o bien puede deberse a caso fortuito o fuerza mayor. En el caso de daño doloso, el autor del daño actúa de forma intencional o maliciosa. En el caso de daño causado culposamente, la conducta es negligente, descuidada o imprevisora, y no presta la atención que debiera según el canon o estándar de diligencia aplicable (generalmente, el del "buen padre de familia"). En principio, el daño doloso obliga al autor del daño a resarcirlo. Además, suele acarrear una sanción penal, si también constituye un ilícito penado por la ley. En cambio, el acto ilícito meramente civil suele llevar provocar tan solo el nacimiento del deber de reparar o indemnizar el daño. Nadie responde por los daños causados de modo fortuito, en los cuales se dice que la víctima debe pechar con su daño.
La responsabilidad por daños exige como regla general que exista un nexo causal entre la conducta del autor y el daño.

## Regulación por países
En los sistemas jurídicos de tradición continental, el daño que es causado por culpa o dolo debe ser reparado, conforme al principio general de la responsabilidad civil. Esta reparación, actualmente, se extiende tanto al daño material como al moral, pues los ordenamientos por regla general no la restringen a alguno en particular.

### Argentina
En el derecho argentino existe el daño en el Código Civil y Comercial de Argentina.
En la responsabilidad civil existen 4 diferentes funciones en cuanto al daño, estas son: prevención (primera función), precaución (segunda función), reparación (tercera función) y sanción (daños punitivos) (cuarta función).

### Ecuador
En la legislación ecuatoriana rige el Código Civil vigente con varias modificaciones desde 1865. En dicho cuerpo legal se establece que el daño puede ser patrimonial o moral, dependiendo de las circunstancias que lo causen, lo cual da origen a indemnización que de acuerdo con el desarrollo jurisprudencial de este país tiene varios efectos.

### España
En el Derecho español, se distingue claramente entre daños patrimoniales y daños morales, con importantes consecuencias legales. Los daños patrimoniales se diferencian de los daños morales en función de la muy distinta aptitud que el dinero tiene, en uno y en otro caso, para restaurar la utilidad perdida:
- El daño patrimonial provoca una disminución de utilidad que es compensable con dinero o con bienes intercambiables por dinero.

- El daño moral, por el contrario, implica una reducción del nivel de utilidad, personal e íntima, que ni el dinero, ni bienes intercambiables por este, pueden llegar a reparar. Por ejemplo, la pérdida de un ser querido. El dinero puede servir como sistema compensatorio, pero no lucrativo.

Por supuesto, un suceso dañoso puede provocar daños de ambas clases y es normal que así suceda. Bien sea directamente, bien sea porque todo daño patrimonial, siempre, tiene cierto grado de afectación moral, excepciones hechas del daño meramente dinerario (si no se evalúa el esfuerzo que costó conseguirlo) o de otros daños no morales de índole estrictamente mercantil.
Cabe establecer tres criterios fundamentales para el estudio de los daños en el derecho español:
- El daño, la lesión, el agravio o el menoscabo que sufre la persona en su patrimonio o en su ser físico o moral, o en sus derechos o facultades, siempre puede ser objeto de apreciación económica. Es el presupuesto central de la responsabilidad civil.
- El daño material es la lesión causada a los bienes por la acción de un tercero; es un perjuicio ocasionado en el patrimonio de la víctima por el hecho del agente.
- El daño moral es aquel daño que causa una lesión a la persona en su íntegra armonía psíquica, en sus afecciones, en su reputación y/o en su buena fama.

### México
Algunos tratadistas definen el daño como la pérdida o menoscabo sufrido en el patrimonio por la falta de cumplimiento de una obligación (artículo 2108 del Código Civil para el Distrito Federal). Esta definición se debe entender en el sentido de daño material. El daño también puede ser moral.
También se define como el mal, perjuicio, deterioro causado a una persona por otra u otras, o por el hecho de las cosas. De este modo, en el ámbito federal, el Artículo 2108 del Código Civil vigente, entiende por daño "la pérdida o menoscabo sufrido en el patrimonio por la falta de cumplimiento de una obligación".
En el Código Civil para el Estado de Tabasco, el artículo 2050 define daño como "la pérdida o menoscabo sufrido en el patrimonio por la realización del hecho que la ley considera fuente de responsabilidad".

#### Reparación del daño
En cuanto a la reparación del daño, el Código Civil local reconoce, en su artículo 2053, que debe consistir en el restablecimiento de la situación anterior a él y, cuando ello sea imposible, en el pago total de los daños y perjuicios de orden económico y moral que permitan compensar a la víctima.
El daño como institución jurídica se encuentra en prácticamente toda la legislación federal.